# Новосибирский городской комитет учёных
Новосибирский городской комитет учёных — организация, созданная в 1942 году для формирования в Новосибирске научной общественности и развития исследований в условиях войны.
Комитет учёных предшествовал основанию в городе Западно-Сибирского филиала Академии наук СССР, впоследствии поглощённого Новосибирским научным центром Сибирского отделения РАН.

## История
Комитет был создан 30 января 1942 года по постановлению бюро Новосибирского горкома ВКП(б) «в целях организации научной общественности города и всемерного развёртывания научно-исследовательской работы применительно к требованиям военного времени»
Для взаимодействия науки и ведущих производственных отраслей комитетом были организованы секции, работавшие по заданиям оборонных наркоматов: авиационная, транспортная, вооружений и боеприпасов, металлургическая, энергетическая, сельского хозяйства, медицинская, физическая, химическая, геологическая, стройматериалов, организации производства.
Металлургическая секция по распоряжению наркомата боеприпасов занималась исследованием калиброванной стали, изучала сверхтвёрдые сплавы, абразивные материалы. Для самолётов и авиамоторов были созданы новые виды сплавов; разработаны оригинальные способы холодной штамповки и термической металлообработки, производства инструментов и т. д.
Транспортная секция работала в области применения газогенераторного оборудования на древесном угле, благодаря чему были сэкономлены огромные запасы жидкого топлива, в котором нуждалась боевая техника. Данный отдел оказал также большую научно-техническую помощь железнодорожному транспорту, испытывавшему в этот период сильные нагрузки.
Химическая секция реализовывала оборонные заказы главным образом при областной химической лаборатории. Благодаря учёным секции были получены необходимые компоненты для металлообрабатывающей и металлургической отраслей. В областной лаборатории было налажено производство необходимых для госпиталей лечебных средств: хлористого кальция, эфира и т. д. Новосибирский камфорный завод производил камфору для медицинского применения. Химики секции решили задачу ускоренного выпуска стройматериалов, сформировали базу для местного производства огнеупоров.
Хорошие результаты показали и технологии для производства бактериальных удобрений.
Геодезическая секция поставляла для армии картографические материалы. Широко использовалась в изыскании новых месторождений, закладке и применении шахт карта Кузбасса, созданная сотрудниками НИИГАиКа.
Сельскохозяйственная секция решала военно-хозяйственные задачи. К оборонным были причислены такие темы как «Приспособление колёсных тракторов СТЗ для работы на древесном топливе», «Воспроизводство и использование лошади в условиях Западной Сибири», «Мероприятия по подъёму сельского хозяйства Новосибирской области» и т. д., выполнявшиеся преподавателями НСХИ и работниками отраслевых научно-исследовательских организаций Новосибирска и области.
В военный период Новосибирск стал крупным консультативным, научно-методологическим и лечебным центром для оказания качественной помощи раненным военнослужащим, в чём немалая заслуга медицинской секции, фокусировавшей внимание на реализации санитарно-эпидемиологического благополучия в тылу, оказании эффективной помощи госпиталям и сплотившая новосибирских медиков с эвакуированными специалистами. На протяжении всего военного времени учёные-медики города сделали более 600 научных работ.
В 1943 году по инициативе комитета в Новосибирске был создан Дом науки и техники, в деятельности которого принимали активное участие новосибирские отделения инженерных и научных сообществ. ДНТ стал центром научно-технической пропаганды и квалификационного повышения инженерно-технических сотрудников. В течение первого года на его площадке были организованы 465 мероприятий, в числе которых 117 курсов для квалификационных повышений, 79 лекций, 50 совещаний, 11 выставок, 6 конференций и др.
Комитет успешно взаимодействовал с Комиссией АН СССР по мобилизации Западной Сибири, Урала и Казахстана для оборонных потребностей. Деловые связи сибирских научных специалистов и Академии наук способствовали решению задачи о формировании в Новосибирске Западно-Сибирского филиала АН СССР, институты которого в дальнейшем стали частью Новосибирского научного центра СО АН СССР.

## Коллектив учёных
Большую роль в создании организации сыграли эвакуированные учёные, составлявшие примерно половину всего состава комитета: крупный учёный по железнодорожному транспорта член-корреспондент АН СССР Г. П. Передерий, профессор Московского строительного института член-корреспондент АН СССР М. С. Стрелецкий, академик В. А. Леонов (Белорусская АН СССР), выдающийся авиаконструктор и Герой Социалистического Труда Н. Н. Поликарпов и т. д.
Коллектив новосибирских учёных составляли А. А. Колен, профессор В. М. Мыш (НГМИ), В. Е. Еврейсков (НИВИТ), В. Н. Никитин, А. Д. Крячков (НИСИ), М. Н. Басюк (НСХИ) и др.
Также в комитете работали сотрудники различных учреждений Новосибирска: городской администрации (А. А. Белоусов, зампред горисполкома), местных научных организаций и лабораторий заводов.

## Председатели комитета
- Сергей Алексеевич Чаплыгин — академик, один из основателей гидроаэродинамики, Герой Социалистического Труда, эвакуированный вместе с другими сотрудниками ЦАГИ в Новосибирск[1][3].